# 鈴木浩介 (俳優)
鈴木 浩介（すずき こうすけ、1974年11月29日 - ）は、日本の俳優、タレント、司会者。シス・カンパニー所属。
妻は女優の大塚千弘。義妹は女優の山下リオ。
血液型はAB型。福岡県北九州市八幡西区出身。

## 略歴
北九州市立浅川中学校卒業後、私立西南学院高校に進学。
小学生の時は水泳、中学生の時はゴルフを習い、高校時代は陸上部に所属、4×100mリレーの選手としてインターハイにも出場した経験を持つ。1浪の末青山学院大学に入学、経営学部経営学科卒業。
『池中玄太80キロ』を見て西田敏行に憧れ、大学在学中に休学し青年座研究所に入所、1997年に劇団青年座に入団。劇団の若手として活動し、西田の退団をきっかけに自身も2004年に退団。その後はテレビドラマを中心に活動。
2007年、『LIAR GAME』（フジテレビ）のフクナガユウジ（福永ユウジ）役を好演し、数々の名台詞によって知名度を上げた。キノコヘアー・黒ぶち眼鏡・大声で台詞を発する・他人を罵倒するというキャラクターである。原作ではスキンヘッドであり、ドラマ版では相違点がある。ドラマ版では「キノコ」のあだ名で呼ばれている。2007年に出演したドラマ『フライトパニック』（フジテレビ）では、ほぼ同一パターンの役を演じている。フクナガの衣装一式は鈴木が自宅に保管しており、2023年12月19日にバラエティ番組『ラヴィット!』（TBSテレビ）出演の際には自宅から衣装を持ち込み、フクナガのコスプレを披露した。

## 人物
- 私生活では、2015年7月期に放送されたテレビドラマ『刑事7人』（テレビ朝日）での共演を機に交際していた女優の大塚千弘と同年10月7日に結婚[2][3]、11月9日に挙式[4]。2021年5月3日、第1子が誕生していたことを公表した[5]。具体的な誕生日や性別は公表していない。

## 出演

### テレビドラマ
- 影武者徳川家康（1998年、テレビ朝日） - 松平忠輝 役
- 加賀百万石〜母と子の戦国サバイバル（1999年、NHK総合） - 土佐与一 役
- 八丁堀の七人（2000年、テレビ朝日） - 堀田和馬 役
- 新・愛の嵐（2002年、フジテレビ） - 三枝文彦 役
- 金曜エンタテイメント（フジテレビ）
  - 「壁ぎわ税務官」（2002年 - 2006年） - 日和係長 役
  - 浅見光彦シリーズ16「日蓮伝説殺人事件」（2003年5月16日） - 大島 役
- はぐれ刑事純情派（テレビ朝日）
  - 第15シリーズ 第5話（2002年5月1日） ‐ 新海裕司 役
  - 第16シリーズ 第13話（2003年7月2日） - 森田順一 役
- 真実一路（2003年、フジテレビ） - 林田宗次郎 役
- 火曜サスペンス「下町銭湯騒動記3」 (2003年) - 水島淳一 役
- 恋におちたら〜僕の成功の秘密〜（2005年4月 - 6月、フジテレビ） - 宮沢修 役
- 危険なアネキ（2005年10月 - 12月、フジテレビ） - 鎌田鉄男 役
- スタートライン〜涙のスプリンター〜（2005年12月17日、フジテレビ） - 東城勝 役
- 理想の生活（2005年、NHK総合） - 等々力秀樹 役
- Ns'あおい（2006年1月 - 3月、フジテレビ） - 片桐勇 役
- てるてるあした 第2・5・8・10話（2006年4月21日・5月12日・6月2日・16日、テレビ朝日） - 中津川弁護士 役
- アテンションプリーズ 第4話（2006年5月9日、フジテレビ） - 福永裕一 役
- HERO 特別編（2006年7月3日、フジテレビ） - 村上健太郎 役
- 硫黄島〜戦場の郵便配達〜（2006年12月9日、フジテレビ） - 赤田邦雄 役
- 今週、妻が浮気します（2007年1月 - 3月、フジテレビ） - 河野恵介 役
- 月曜ゴールデン（TBS）
  - 「自治会長・糸井緋芽子社宅の事件簿8」（2007年2月19日） - 丸山孝二郎 役
  - 「追跡〜失踪人捜査官・石森新次郎」（2008年1月28日） - 戸部勝 役
- LIAR GAME シリーズ（2007年4月 - 6月、フジテレビ） - フクナガユウジ（福永ユウジ） 役
  - LIAR GAME Season2（2009年11月 - 2010年1月）
- 探偵学園Q 第8話（2007年8月21日、日本テレビ） - 浅野拓郎 役
- ジョシデカ!-女子刑事-（2007年10月 - 12月、TBS） - 高木潤 役
- フライトパニック（2007年10月20日、フジテレビ） - 前田孝市 役
- 交渉人〜THE NEGOTIATOR〜（2008年1月 - 2月、テレビ朝日） - 長谷部邦男 役
- 鞍馬天狗 第4・5話（2008年2月7日・14日、NHK総合） - 大塚辰真 役
- 世にも奇妙な物語 春の特別編「透き通った一日」（2008年4月2日、フジテレビ） - 中丸先生 役
- 警視庁捜査一課9係 season3 第2話（2008年4月23日、テレビ朝日） - 島津次郎 役
- 7人の女弁護士 第2シリーズ 第4話（2008年5月1日、テレビ朝日） - 間下英治 役
- CHANGE（2008年5月 - 7月、フジテレビ） - 秋山太郎勘介 役
- 土曜ワイド劇場（テレビ朝日）
  - 「警視庁電話指導官〜深川真理子の事件簿」（2008年6月7日） - 村松徹 役
  - 「人類学者・岬久美子の殺人鑑定2」（2011年8月6日） - 菊池薫 役
- ロト6で3億2千万円当てた男（2008年7月 - 9月、テレビ朝日） - 須藤亮介 役
- 相棒 Season7 第7話（2008年12月3日、テレビ朝日） - 下柳努 役
- 赤い糸（2008年12月 - 2009年2月、フジテレビ） - 太田医師 役
- クラシックミステリー 名曲探偵アマデウス 第17話（2008年、NHK総合） - 大下貞夫 役
- メイちゃんの執事（2009年1月 - 3月、フジテレビ） - 執事・桜庭 役
- 疑惑（2009年1月24日、テレビ朝日）
- 怨み屋本舗 REBOOT（2009年8月7日、14日、テレビ東京） - 武藤誠 役
- 派遣のオスカル 〜少女漫画に愛をこめて 第1・3話（2009年8月28日・9月11日、NHK総合） - 五百旗頭修 役
- 地下鉄サリン事件 15年目の闘い〜あの日、霞ヶ関で何が起こったのか〜（2010年3月20日、フジテレビ） - 中村裕二 役
- ナサケの女〜国税局査察官〜（2010年10月 - 12月、テレビ朝日） - 五藤満 役
  - ナサケの女 〜国税局査察官〜 スペシャル（2012年2月4日）
- エンゼルバンク〜転職代理人（2010年1月 - 3月、テレビ朝日） - 岡島貴臣 役
- 臨場 続章 第1・2話（2010年4月7日・14日、テレビ朝日） - 奥寺宣彦 役
- 警部補 矢部謙三（2010年4月 - 5月、テレビ朝日） - 桜木健一郎 役
- ジョーカー 許されざる捜査官 第2・3話（2010年7月20日・27日、フジテレビ） - 春日恒夫 役
- スペシャルドラマ「ストロベリーナイト」（2010年11月13日、フジテレビ） - 田代智彦 役
- 悪党〜重犯罪捜査班（2011年1月 - 3月、テレビ朝日） - 柴田安春 役
- 火車（2011年11月5日、テレビ朝日） - 片瀬秀樹 役
- 金曜プレステージ「Dr.検事モロハシ」（2012年3月23日、フジテレビ） - 岡本圭一 役
- 37歳で医者になった僕〜研修医純情物語〜（2012年4月 - 6月、フジテレビ） - 中島保 役
- VISION-殺しが見える女- 第1話（2012年7月5日、日本テレビ） - 北川忠介 役
- ドクターX〜外科医・大門未知子〜（2012年10月 - 12月、テレビ朝日） - 原守 役
  - ドクターX〜外科医・大門未知子〜 第2期 第1話（2013年10月17日）
  - ドクターX〜外科医・大門未知子〜 第3期 第4話 - 最終話（2014年10月 - 12月）
  - ドクターX〜外科医・大門未知子〜 スペシャル（2016年7月3日）
  - ドクターX〜外科医・大門未知子〜 第4期 第4話 - 最終話（2016年11月 - 12月）
  - ドクターX〜外科医・大門未知子〜 第5期（2017年10月 - 12月）
  - ドクターY〜外科医・加地秀樹〜 第4弾（2019年10月6日）
  - ドクターX〜外科医・大門未知子〜 第6期（2019年10月 - 12月）
  - ドクターX〜外科医・大門未知子〜第7期 第6話 - 最終話（2021年11月 - 12月）
  - ドクターY〜外科医・加地秀樹〜 第7弾（2024年11月30日）[6]
- てふてふ荘へようこそ（2012年10月 - 12月、NHK BSプレミアム） - 長久保啓介 役
- ビブリア古書堂の事件手帖（2013年1月 - 3月、フジテレビ） - 藤波明生 役
- リバース〜警視庁捜査一課チームZ〜（2013年4月5日、日本テレビ） - 佐伯聖 役
- 遺留捜査（2013年6月5日・12日、テレビ朝日） - 三枝達也 役
- ショムニ2013（2013年7月 - 9月、フジテレビ） - 下落合耕一 役
- 緊急取調室（2014年1月 - 3月、テレビ朝日） - 監物大二郎 役
  - ドラマスペシャル・緊急取調室〜女ともだち〜（2015年9月27日）
  - 緊急取調室 SECOND SEASON（2017年4月 - 6月）
  - 緊急取調室 3rd SEASON（2019年4月 - 6月）
  - 緊急取調室 4th SEASON（2021年7月 - 9月）[7]
  - 新春ドラマスペシャル「緊急取調室 特別招集 2022 8億円のお年玉」（2022年1月3日）[8]
  - 緊急取調室 5th SEASON（2025年10月〈予定〉 - ）[9]
- 銭女（2014年4月11日、フジテレビ） ‐ 笠松実 役
- パンドラ〜永遠の命〜（2014年4月27日、WOWOW） - 神宮悟 役
- 死神くん 第6話（2014年5月30日、テレビ朝日） - 和田明 役
- 昼顔〜平日午後3時の恋人たち〜（2014年7月 - 9月、フジテレビ） - 笹本俊介 役
- ドラマスペシャル「白銀ジャック」（2014年8月2日、テレビ朝日） - 辰巳豊 役
- そこをなんとか 第2シーズン 第1話（2014年8月3日、NHK BSプレミアム） - 松井 役
- 限界集落株式会社（2015年1月 - 2月、NHK総合） - 二ノ宮真治 役
- 怪奇恋愛作戦 第11・12話（2015年3月21日・28日、テレビ東京系） - 植木職人 役
- 不便な便利屋（2015年4月 - 6月、テレビ東京） - 松井英夫 役
  - 不便な便利屋 2016 初雪（2016年12月30日）
- アイムホーム（2015年4月 - 6月、テレビ朝日） - 四月信次 役
- 刑事7人（テレビ朝日） - 永沢圭太 役
  - SEASON1（2015年7月15日 - 9月9日）[10]
  - SEASON2（2016年7月13日 - 2016年9月14日）[11]
- 遺産争族（2015年10月 - 12月、テレビ朝日） - 矢幡正春 役[12]
- 松本清張ドラマスペシャル 黒い樹海（2016年3月13日、テレビ朝日） - 妹尾郁夫 役
- 私 結婚できないんじゃなくて、しないんです 第2話・第3話（2016年4月22日・29日、TBS） - 石田淳史 役
- 最後のレストラン（2016年4月 - 6月、NHK BSプレミアム） - 面津駆 役
- ドラマスペシャル「巨悪は眠らせない 特捜検事の逆襲」（2016年10月5日、テレビ東京） - 近藤左門 役
- 勇者ヨシヒコと導かれし七人（2016年11月4日、テレビ東京） - 盗賊 役
- リテイク 時をかける想い第5話（2017年1月7日、東海テレビ「オトナの土ドラ」） - 立野義弘 役
- スーパーサラリーマン左江内氏 第7話（2017年2月25日、日本テレビ） - 強盗 役
- 人は見た目が100パーセント（2017年4月 - 6月、フジテレビ） - 國木田修 役
- 愛してたって、秘密はある。（2017年7月 - 9月、日本テレビ） - 風見忠行 役
- 連続ドラマW 東野圭吾「片想い」（2017年10 - 11月、WOWOW） - 中尾功輔 役
- 二夜連続ドラマスペシャル アガサ・クリスティ「パディントン発4時50分〜寝台特急殺人事件〜」（2018年3月24日、テレビ朝日） - 富沢哲次 役
- 崖っぷちホテル!（2018年4月 - 6月、日本テレビ） - 丹沢昭人 役
- それを愛とまちがえるから（2019年2月 - 3月、WOWOW） - 伊藤匡 役
- 癒されたい男（2019年4月 - 6月、テレビ東京） - 秋山寛 役（主演）[13]
- 極主夫道 第3話（2020年10月25日、読売テレビ制作・日本テレビ） - 千金楽寿喜 役[14]
- 夜がどれほど暗くても（2020年11月 - 12月、WOWOW） - 楢崎樹 役
- コントが始まる（2021年4月17日 - 6月19日、日本テレビ） - 真壁権助 役[15]
- ミステリと言う勿れ（2022年1月10日 - 3月28日、フジテレビ） - 天達春生 役[16]
  - ミステリと言う勿れ 特別編（2023年9月9日、フジテレビ）[17]
- ガリレオ 禁断の魔術（2022年9月17日、フジテレビ） - 大賀仁策 役
- 連続テレビ小説 舞いあがれ!（2022年10月 - 2023年3月、NHK総合） - 浦信吾 役[18]
- ノンレムの窓 2022・秋「パスワードが知りたい」（2022年10月9日、日本テレビ）[19]
- ジャパニーズスタイル 第8話（2022年12月17日、テレビ朝日） - 身元不明の男
- ブラッシュアップライフ（2023年1月8日 - 3月12日、日本テレビ） - 三田哲夫 役[20][21]
- スタンドUPスタート（2023年1月18日 - 3月29日、フジテレビ） - 加賀谷剛 役[22]
- バンカケ〜警視庁自動車警ら隊（2023年3月27日、テレビ東京） - 木村晃夫 役[23]
- アイゾウ 警視庁・心理分析捜査班「殺しのピエロ」（2023年3月28日、フジテレビ） - 宇井弘樹 役[24]
- 帯広ガストロノミー（2023年3月30日、WOWOWプラス） - 天笠航平 役
- CODE-願いの代償-（2023年7月2日 - 9月3日、読売テレビ・日本テレビ） - 田波秋生 役[25]
- 拝啓、奇妙なお隣さま（2023年7月16日、テレビ朝日） ‐ 桑部辰郎 役[26]
- トリリオンゲーム 第5話 - 最終話（2023年8月11日 - 9月15日、TBS） - 蛇島透 役[27]
- GTOリバイバル（2024年4月1日、関西テレビ・フジテレビ） - 市川晃一 役[28]
- ダブルチート 偽りの警官 Season1 第5話 - 最終話（2024年5月24日 - 6月14日、テレビ東京・WOWOW） - ヤマガミ 役[29]
- スカイキャッスル（2024年7月25日 - 9月26日、テレビ朝日） - 二階堂亘 役[30]
- 相続探偵 第5話・第8話 - 最終話（2025年2月22日・3月15日 - 29日、日本テレビ） - 灰江和宏 役[31]
- Dr.アシュラ（2025年4月16日 - 6月25日、フジテレビ） - 金剛又吉 役[32]
- ムサシノ輪舞曲（2025年4月19日 - 6月21日、テレビ朝日） - 阿川康平 役[33]
- 誘拐の日（2025年7月8日 - 、テレビ朝日） - ケビン福住 役[34]

### 映画
- 浅田清掃社（1999年公開） - 青田 役
- 郡上一揆（2000年12月23日公開、映画『郡上一揆』政策委員会） - 喜平治 役
- ALWAYS 三丁目の夕日（2005年11月5日公開、東宝）
- それでもボクはやってない（2007年1月20日公開、東宝）
- 赤い糸（2008年12月20日公開、松竹） - 太田医師 役
- LIAR GAME シリーズ - 福永ユウジ 役
  - LIAR GAME ザ・ファイナルステージ（2010年3月6日公開、東宝）
  - LIAR GAME -再生-（2012年3月3日公開、東宝）
- ビジランテ（2017年12月9日公開、東京テアトル） - 神藤二郎 役（大森南朋、桐谷健太とトリプル主演）[35]
- 仮面病棟（2020年3月6日公開、ワーナー・ブラザース映画）- 金本 役
- 劇場版 奥様は、取り扱い注意（2021年3月19日公開、東宝）- 矢部真二 役[36]
- アナログ（2023年10月6日公開、東宝 / アスミック・エース） - 岩本修三 役[37]
- 劇場版ドクターX FINAL（2024年12月6日公開、東宝） - 原守 役[38]
- 劇場版 トリリオンゲーム（2025年2月14日公開、東宝） - 蛇島透 役[39]
- 劇場版「緊急取調室 THE FINAL」（2025年12月26日公開予定、東宝） - 監物大二郎 役[40][41][9]

### 舞台
- どん底（1997年）
- 美女で野獣（2001年、新国立劇場）
- お茶をすすって（2002年、劇団青年座）
- ハロルドとモード（2002年、劇団青年座）
- ハイ・ライフ（2003年、青年座ユニットHIGH LIFE）
- セヴン・ストーリーズ 七階でおきた七つの物語（2003年、シアター21）
- LYNX〜リンクス（2004年、青山円形劇場）
- ピッピ〜長くつ下のピッピより〜（2004年、フジテレビ・梟雄舎）
- ダム・ショー（2006年、シーエイティープロデュース）
- 橋を渡ったら泣け（2007年、Bunkamura&キューブ）
- PARCO Tryout2007-ドラマリーディングシリーズVOL.1- Director's Choice〜白井晃が提示する翻訳劇「フォーエバー・ワルツ」（2007年、PARCO劇場）
- 日本語を読む〜リーディング形式による上演〜（2008年、世田谷パブリックシアター）
- アケミ（2009年）
- タトゥー（2009年、新国立劇場）
- LOVE 30 〜女と男と物語〜 VOL.3「エアコンな夜」（2009年、PARCO劇場）
- NECK（2010年、ネルケプランニング）
- 叔母との旅（2010年、シス・カンパニー）
- メガネ夫妻のイスタンブール旅行記（2011年、城山羊の会）
- CLOUD-クラウド-（2011年、青山円形劇場）
- 泣き虫なまいき石川啄木（2011年、シス・カンパニー）
- その妹（2011年、シス・カンパニー）
- ガラスの動物園（2012年、シス・カンパニー）
- 朗読　宮沢賢治が伝えること（2012年、シス・カンパニー）
- 叔母との旅 再演（2012年、シス・カンパニー）
- ボーイズ・イン・ザ・バンド ～真夜中のパーティー～（2020年、Bunkamuraシアターコクーン 他） - ハロルド 役
- 友達（2021年、新国立劇場ほか） - 男 役
- シラの恋文（2023年 - 2024年、京都劇場 他）[42]
- 夫婦パラダイス〜街の灯はそこに〜（2024年、紀伊國屋ホール 他）[43]
- 桜の園（2024年 - 2025年、世田谷パブリックシアター 他） - ヤーシャ 役[44]
- 流々転々 KOBE1942-1946（2026年、神戸文化ホール）[45]

### バラエティ
- 爆笑レッドカーペット（2008年） - レッドカーペット会員（審査員）
- 爆笑ピンクカーペット（2008年） - ピンクカーペット会員（審査員）
- 爆笑レッドシアター（2009年）
- ザ・ベストハウス123（2010年 - ） - 準レギュラー
- ネプリーグ（2010年）
- おじさんスケッチ（2010年 - 2011年）
- 森田一義アワー 笑っていいとも!（2012年4月 - 、フジテレビ） - 水曜月1準レギュラー → （2013年4月） - 火曜月1準レギュラー → （2013年7月） - 金曜月1準レギュラー
- 笑っていいとも!増刊号
- 笑っていいとも!特大号
  - 笑っていいとも!年忘れ超特大号今年最後は5時間半がんばっちゃってもいいかな?
  - 笑っていいとも!ラストクリスマス特大号
- movie@home〜棚を彩る映画たち〜（2012年4月 - ） - オーナー（MC）
- コントの劇場 〜The Actors' Comedy〜（2013年1月26日）
- スナック喫茶エデン(2012年10月21日 - 2013年3月24日） - すずき 役
- やりかた大図鑑（2014年1月 - 3月） - MC
- Eテレ・ジャッジ（2015年3月31日 - 、NHK Eテレ） - MC
- 週刊!大学生活図鑑（2015年4月2日 - 、BS日テレ） - MC
- 俺達のノープラン×ドライブ（2019年5月25日、2020年11月28日、2022年1月29日、福岡放送）
- ぶらり途中下車の旅（日本テレビ） - 旅人
  - 「銀座線の旅」（2022年2月12日）[46]
  - 「南北線の旅」（2023年4月22日）[47]
- 発見!タカトシランド（北海道文化放送）
  - 北大エリアでいいトコ探し!（2023年1月13日）
  - 豊水すすきのエリアでいいトコ探し!（2023年1月20日）
- おれたち北九州ホルモン隊！(2024年7月12日、NHK北九州)

### ドキュメンタリー
- にっぽん紀行「開拓の心つなぐ 親族ソフトボール〜北海道むかわ町穂別〜」（2015年9月22日、NHK総合） - 案内人

### 配信ドラマ
- ドクターY〜外科医・加地秀樹〜 第1弾（2016年9月 - 11月、テレ朝動画・auビデオパス） - 原守 役
- Hulu U35クリエイターズ・チャレンジ「宇宙人ともだち」（2023年4月配信予定、Hulu） - 野口 役[48]

### CM
- 三菱UFJニコス MUFGカード「鹿に導かれた男」篇（2008年）
- ロッテ健康産業 生活応援飲料シリーズ「夢先案内」「喝の一撃」（2011年、北海道地区のみ）
- サントリー
  - -196℃（2011年 - ）
  - ジムビーム（2024年3月5日 - ）[49]
- トヨタ自動車 TNGA STORY「SOUND篇」・「SAFETY篇」（2015年） - 目黒 役[50]
- スズキ・ソリオ「We are SOLIO Family」篇（2019年2月 - ） - 叔父 役[51]
- ファンケル えんきんシリーズ（2019年 - ）[52]
- LegalForce
  - LegalForce「いきなり裁判編」（2021年7月 - ）[53]
  - LegalForceキャビネ「いつのまにか損失編」（2022年1月 - ）[54]
- アフラック生命保険「生きる」を創るがん保険 WINGS「診断前の不安篇」（2022年8月 - ）[55]

### ラジオドラマ
- FMシアター（NHK-FM）
  - 風と走れサツマ（2000年9月2日）[56]
  - 答えは、昼間の月（2007年7月21日） - 日下部春彦 役[57]
  - コンビニ人間（2019年11月30日） - 白羽 役[58]
- 円都通信　SEEDS OF MOVIES（TOKYO FMほか）
  - ラッセ・ハルストレムがうまく言えない（2004年12月 - 2005年1月） - 喜多見洋輔 役
  - MY LITTLE HONDA（2005年9月3日 - ） - 沖山英二 役

### 吹き替え

#### 洋画
- ロスト・イン・トランスレーション（2004年、ジョン〈ジョバンニ・リビシ〉）